# Gräberfeld von Gültlingen
Koordinaten: 48° 38′ 54,5″ N, 8° 46′ 54,8″ O
Das alamannischen Gräberfeld von Gültlingen aus der Merowingerzeit liegt im Osten des Ortes Gültlingen, einem Stadtteil von Wildberg im Landkreis Calw in Baden-Württemberg. Es wurde zwischen 1894 und 1905 weitgehend unbeobachtet zerstört. Es sind nur zwei geschlossene Grabinventare – alamannische Männergräber u. a. mit Goldgriffspatha – dokumentiert, ansonsten liegen lediglich Einzelfunde zerstörter Gräber vor. Anhand des vorliegenden Fundmaterials wird das Gräberfeld sicher den Alamannen zugeordnet und auf die zweite Hälfte des 5. Jahrhunderts datiert.

## Fundbeschreibung
Das Gräberfeld wurde beim Tuffabbau und beim Straßenbau zwischen den Jahren 1894 und 1905 nahezu zerstört. Trotz dieser Quellenlage lässt sich aussagen, dass hier zwischen 460 und 510 eine alamannische Gruppe mit überregionalem Wirkungskreis ihre Toten bestattete. Bedeutend wird der Fundplatz durch die reiche Ausstattung der beiden geschlossenen Männergräber mit Goldgriffspathas. Das Männergrab von 1901 enthielt zusätzlich einen Spangenhelm. Für Joachim Werner charakterisieren diese Elitegräber zusammen mit den Funden aus Flonheim Grab 5 seine Gruppe I "Stufe Flonheim-Gültlingen".
Herausragende Frauengräber sind belegt durch ein Paar Bügelfibeln, eine Sonderanfertigung mit Almandineinlagen.

## Interpretation
Nach 510 bricht die Belegung des Gräberfeldes entweder ab, wie auf etlichen anderen alamannischen Friedhöfen vom Typ Hemmingen, oder dünnt zumindest sehr aus, wie in Basel-Kleinhüningen oder Pleidelsheim. Funde liegen erst wieder für ab der Mitte des 6. Jahrhunderts vor. Herausragende Gräber sind allerdings nicht mehr festzustellen. Das Abbrechen der alamannischen Friedhöfe und Siedlungen – archäologisch belegt für die Höhensiedlung auf dem Runden Berg bei Urach – wird auf den Sieg der Franken über die Alamannen und deren Eingliederung in das fränkische Reich zurückgeführt.
Das Gräberfeld in Gültlingen weist, wie viele Friedhöfe der Alamannen der zweiten Hälfte des 5. Jahrhunderts, deutlich Einflüsse aus dem elbgermanischen und mittleren Donauraum auf, die, so Dieter Quast, durch Zuwanderungen aus diesen Räumen bedingt sein dürften. Das Helmgrab von 1901 bezeugt die Verbindungen der alamannischen Elite zum spätrömischen Mittelmeerraum.

## Das Helmgrab
Die Ausstattung des 1901 in Gültlingen aufgefundenen, sogenannten Helmgrabes weist es als ein Elitegrab der Alamannen aus. Neben einer Goldgriffspatha war der Tote mit einem Spangenhelm aus Eisen mit vergoldeten Kupferspangen ausgestattet. Zudem besaß der Tote einen Prunkgürtel mit einer Gürtelschnalle aus Meerschaum und einen Taschenverschluss im Stil der Cloisonnéarbeiten aus dem Childerichgrab. Dazu kamen ein eiserner Schild, eine Wurfaxt, eine Lanze sowie eine fränkische Glasschale. Weiterhin gehört ein Anhänger aus Bergkristall zum wertvollen Grabinventar. Die eiserne Spatha mit dem Goldgriff wies eine Länge von ca. 90 cm und Breite von 6 cm auf, der vergoldete Spangenhelm ohne Wangenklappen eine Höhe von 17,7 cm und ein Hutmaß von 59 cm auf.
Das Schwert sowie der Helm und der Gürtel stammen möglicherweise aus byzantinischen Werkstätten und wurden von ihrem Besitzer vielleicht während einer Dienstzeit im römischen Militär erworben.

## Die Goldgriffspathas
Die Männergräber von 1889 und 1901 enthielten jeweils eine Goldgriffspatha alamannischen Typs, ein zweischneidiges Hiebschwert, dessen Griff mit Goldblech überzogen ist und das hauptsächlich östlich des Rheins in alamannischen Gebieten des späten 5. und frühen 6. Jahrhunderts vorkommt. Im Gegensatz zu den fränkischen Goldgriffspathas weisen die beiden alamannischen Prunkschwerter aus Gültlingen typgerecht keine Cloisonnéverzierung auf.

## Ausstellung
Der wertvolle Grabfund der Merowingerzeit aus Gültlingen – der Spangenhelm und die Goldgriffspathas der alamannischen Elite – sind Teil der Archäologischen Sammlungen des Landesmuseums Württemberg und in der Schausammlung "LegendäreMeisterWerke" im Alten Schloss ausgestellt. Zu den Grabbeigaben gehören weiterhin eine Wurfaxt sowie eine Lanze und ein Schild sowie eine vergangene Gürteltasche mit prunkvollen Beschlägen aus Gold und Almandin, ein Gürtel mit Meerschaumschnalle mit Gold, Almandin- und Glaseinlage, eine weitere Schnalle aus Magnesit mit einem vergoldeten Dorn aus Bronze und Almandineinlage und eine kleine Glasschale.
Grabfunde der Merowingerzeit aus Gültlingen wurden in der Sonderausstellung „Die Alamannen“ vom 11. Dezember 2001 bis 28. April 2002 im Landesmuseum Württemberg in Stuttgart gezeigt.